# Бакленд (Аляска)
Бакленд (англ. Buckland, эским.: Nunatchiaq) — город в боро Нортуэст-Арктик, штат Аляска, США. Население по данным переписи 2010 года составляет 416 человек.

## География
По данным Бюро переписи населения США площадь населённого пункта составляет 3,7 км², из них суша составляет 3,2 км², а водные поверхности — 0,5 км². Расположен на западном берегу реки Бакленд, в 121 км от города Коцебу.

## Население
По данным переписи 2000 года население города составляло 406 человек. Расовый состав: коренные американцы — 95,81 %; белые — 3,2 %; представители двух и более рас — 0,99 %. Латиноамериканцы всех рас составляют 1,23 %.
Доля лиц в возрасте младше 18 лет — 51,2 %; от 18 до 24 лет — 10,8 %; от 25 до 44 лет — 24,4 %; от 45 до 64 лет — 10,1 % и старше 65 лет — 3,4 %. Средний возраст населения — 18 лет. На каждые 100 женщин в возрасте старше 18 лет приходится 106,3 мужчин.
Из 84 домашних хозяйств в 66,7 % — воспитывали детей в возрасте до 18 лет, 65,5 % представляли собой совместно проживающие супружеские пары, 20,2 % — женщины без мужей, 10,7 % не имели семьи. 8,3 % от общего числа хозяйств на момент переписи жили самостоятельно, при этом 1,2 % составили одинокие пожилые люди в возрасте 65 лет и старше. В среднем домашнее хозяйство ведут 4,83 человек, а средний размер семьи — 5,19 человек.
Средний доход на совместное хозяйство — $38 333; средний доход на семью — $40 000. Средний доход на душу населения составляет $9624.
Динамика численности населения города по годам:
| 1930 | 1940 | 1950 | 1960 | 1970 | 1980 | 1990 | 2000 | 2010 |
| ---- | ---- | ---- | ---- | ---- | ---- | ---- | ---- | ---- |
| 104  | 115  | 108  | 87   | 104  | 177  | 318  | 406  | 416  |

## Транспорт
В городе имеется аэропорт Бакленд.